# Das Loch (1994)
Das Loch ist ein etwa 12-minütiger Spielfilm des Regisseurs Matthias Heise mit Otto Sander in der Hauptrolle. Der Film war deutscher Beitrag im internationalen Kurzfilm-Wettbewerb der 44. Berliner Filmfestspiele.

## Handlung
Ein Mann findet in unberührter Natur ein mysteriöses – im Durchmesser gut einen Meter großes – Loch in der Erde, das alles Licht und allen Schall schluckt. Neugierig wirft der Mann immer größere Steine hinein und löst dadurch fast den Weltuntergang aus.

## Auszeichnungen
- Regenbogen-Filmpreis von Greenpeace Deutschland, 1994
- Friedrich-Wilhelm-Murnau-Kurzfilmpreis, 1995
- Die Deutsche Film- und Medienbewertung (FBW) in Wiesbaden verlieh dem Film das Prädikat „wertvoll“.